# دهه ۳۵۰ (پیش از میلاد)
دهه ۳۵۰ (پیش از میلاد) ۳۵مین دهه قبل از مبدا شروع تقویم میلادی است.